# Dario Stolfa
Dario Stolfa (Trieste, 1º gennaio 1938 – Ravenna, 31 agosto 2020) è stato un calciatore e allenatore di calcio italiano, di ruolo centrocampista.

## Caratteristiche tecniche
Giocava come mediano.

## Carriera

### Calciatore
Durante la sua carriera vestì le maglie di Triestina (in Serie A), Ravenna e Pescara (in Serie C). Esordì nella massima serie il 16 settembre 1956 contro il Milan, nella partita terminata 2-1 per i milanesi.

### Allenatore
Allenò il Ravenna nella stagione 1985-1986, in Serie C2, venendo sostituito dopo quattro giornate da Eugenio Fantini.